# Grzebiuszka gibraltarska
Grzebiuszka gibraltarska (Pelobates cultripes) – gatunek płaza bezogonowego z rodziny grzebiuszkowatych (Pelobatidae).

## Występowanie
Półwysep Iberyjski, południowa Francja, izolowane populacje w zachodniej Francji i na kilku wyspach u zachodnich wybrzeży Francji. Zasiedla tereny piaszczyste lub o miękkich glebach. Występuje na wydmach, w lasach dębowych lub sosnowych, w zaroślach, na gruntach uprawnych i terenach otwartych, niekiedy w pobliżu siedzib ludzkich. Prowadzi nocny tryb życia.

## Morfologia
Dorasta do 9 cm długości. Skóra gładka. Źrenice szparowate, pionowe. Grzbiet szarożółty z nieregularnymi, ciemnobrązowymi, częściowo zlewającymi się ze sobą plamami. Modzele podeszwowe bardzo duże, czarne i błyszczące.

## Odżywianie
Głównie owady.